# Anacolosa pervilleana
Anacolosa pervilleana là một loài thực vật có hoa trong họ Olacaceae. Loài này được Baill. mô tả khoa học đầu tiên năm 1862.